# Pulau Kola
Pulau Kola är en ö i Indonesien.   Den ligger i provinsen Moluckerna, i den östra delen av landet, 3 100 km öster om huvudstaden Jakarta. Arean är 296 kvadratkilometer.
Terrängen på Pulau Kola är platt. Öns högsta punkt är 78 meter över havet. Den sträcker sig 18,4 kilometer i nord-sydlig riktning, och 24,3 kilometer i öst-västlig riktning.  I omgivningarna runt Pulau Kola växer i huvudsak städsegrön lövskog.